# Česká Ves
Česká Ves (deutsch: Böhmischdorf) ist eine Gemeinde mit einer Fläche von 24,5 km² und 2.500 Einwohnern und befindet sich im Okres Jeseník (Tschechien).

## Geographie
Das Dorf grenzt direkt an den nördlichen Teil des Altvatergebirges und zieht sich in einer Meereshöhe von 400 Metern entlang des Flusses Bělá, Richtung Mikulovice und polnische Grenze. Südlich erhebt sich der Zlatý Chlum (Goldkoppe).

## Geschichte
Die erste schriftliche Erwähnung stammt aus dem Jahr 1416, vermutlich, weil die Einsiedler damals noch zum Ort Waltersdorf (Waltherovici), gehörten, welches bereits 1284 erwähnt wurde. Böhmischdorf war Eigentum der Breslauer Bischöfe und deren Dominanten aus Freiwaldau. Durch die Goldförderung stieg die Anzahl der Einwohner stetig an. Die größte Veränderung erfuhr das Dorf durch den Bau der Kettenfabrik 1894. Am 1. Dezember 1930 hatte die Gemeinde Böhmischdorf 2.631 Einwohner, am 17. Mai 1939 2.408 und am 22. Mai 1947 waren es 1.636 Bewohner.
Nach dem Münchner Abkommen wurde der Ort dem Deutschen Reich zugeschlagen und gehörte bis 1945 zum Landkreis Freiwaldau. Die Deutschen wurden 1945 enteignet und vertrieben.

## Söhne und Töchter des Ortes
- Johann Schroth (1798–1856), Naturheiler
- Rudolf Sperner (1919–2010), ehemaliger Bundesvorsitzender der IG Bau-Steine-Erden